# Staumauer von Subiaco
Die Staumauer von Subiaco war eine römische Talsperre bei Subiaco (Italien) aus der Zeit des Kaisers Nero (54–68 n. Chr.). Das als Gewichtsstaumauer ausgeführte Absperrbauwerk war das höchste je von den Römern gebaute und blieb 1.200 Jahre, bis zur Zerstörung 1305, das höchste Talsperrenbauwerk der Welt.

## Lage
Die Staumauer wurde von den Römern bei Sublacus (Sublaqueum), heute Subiaco, in der römischen Provinz Latium in Mittelitalien am Fluss Aniene (lat. Anio) gebaut. Subiaco ist vom lateinischen „sub lacu“ abgeleitet und bedeutet „unterhalb des Sees“.
Der Ort liegt etwa 75 km östlich von Rom. Die gerade Gewichtsstaumauer bestand aus Mauerwerk und stand auf etwa 410 m Meereshöhe.

## Geschichte
Der antike Name der Stadt Subiaco (Sublaqueum) leitet sich aus seiner Lage unter den Seen an der Nero-Villa ab. In der Regierungszeit der Kaiser Claudius (41–54) und Nero (54–68 n. Chr.) bildete die Region um Subiaco eine kaiserliche Sommerresidenz mit der Möglichkeit von Jagdausflügen und Festen in einer landschaftlichen Idylle.
Besonders unter Kaiser Nero entstanden luxuriöse Villen – im Stil verwandt mit der Villa Adriana – (Villa di Caccia, Villa des Horaz, Villa des Trajan), die vom Kaiser selbst und anderen hochrangigen römischen Familien genutzt wurden. Zum Lebensstandard und der Prachtentfaltung gehörte auch die Anlage von Wasserspielen, weitläufigen Parkanlagen und die Veranstaltung von Festspielen.
Zur Sicherung der Trinkwasserversorgung der Metropole Rom wurde unter Kaiser Trajan der Aquädukt Anio Novus verlängert, er nutzte die Stauseen nun als Wasserreservoir. Zunächst waren dafür Quellen im Tal unterhalb der Stauseen ausgewählt worden, doch diese zeigten sich als anfällig für Verunreinigungen bei starken Regenfällen. Die Nutzung der Stauseen erwies sich als sehr vorteilhaft, da sich die im Wasser vorhandenen Trübstoffe und Verunreinigungen am Seegrund absetzten und das Wasser klar wurde.
Mit der Umnutzung zur Trinkwasserversorgung der Hauptstadt erhielten diese Bauwerke fortan eine regelmäßige Überwachung und Instandsetzung. Diese unterblieb erst mit dem Untergang Roms in der Spätphase des römischen Reiches. Von den einst drei künstlichen Seen blieben zunächst noch zwei Stauseen in mittelalterlicher Zeit erhalten, doch im Jahr 1305 ließ eine Flutkatastrophe auch den letzten Damm bersten.

Die Zerstörung des bereits baufälligen Damms wird mit einer Sage überliefert:
Im Jahr 1305 sollen zwei Mönche Steine aus der Mauer entfernt haben, weil sie den Wasserstand absenken wollten, vermutlich weil das Wasser des Stausees zu weit auf ihren Feldern stand. Die Mauer hielt der Kraft des strömenden Wassers nicht stand, so dass sich die Bresche offenbar immer weiter vergrößerte, bis die Mauer schließlich zusammenbrach.

## Baubeschreibung

### Gesamtkonzeption
Die Staumauer war die mittlere und höchste in einer Kaskade von drei Talsperren. Die baulichen Reste wurden bereits seit dem späten Mittelalter für Neubauten in der Stadt Subiaco abgetragen. Das Bauwerk hatte eine vermutete Staumauerhöhe von 40 Metern (vielleicht bis zu 50 Metern Höhe), eine Stärke von 13,5 m und eine Länge der Dammkrone von 80 m.
Für die Position der größten Staumauer gibt es zwei Hypothesen, die in der Literatur diskutiert werden. Eine davon verweist auf einen recht günstigen Platz direkt unterhalb von Neros Villa, dort verengt sich das Tal wie bei einem Flaschenhals, die andere Theorie vermutet den Ort weiter unterhalb, bei der Brücke von San Mauro – dort befindet sich auch ein Feld am Flussrand. Nach Esch ist der Standort der Staumauer unbestritten in der Engstelle an der Ponte di San Mauro, der Brücke über den Aniene an der Straße nach Arcinazzo. Dort sollen Spuren von Einarbeitung in der Felswand zu sehen sein und etwas weiter flussabwärts sind Zementreste bzw. römischer Beton der Mauerfüllung gefunden worden. Neben diesem Standort unter dieser Brücke hält Smith aber auch den 200 m oberhalb gelegenen Standort für möglich. Dort sind bei einem Straßenbau 1883/84 ebenfalls Reste gefunden worden und von Giovannoni dokumentiert worden.

### Bildliche Darstellung
Im Kloster St. Benedikt (bzw. Sacro Speco) bei Subiaco befindet sich ein Gemälde eines unbekannten Malers, das 1428 entstanden ist, also 123 Jahre nach der Zerstörung. Es bildet auch die Staumauer ab und zeigt diese als eine gerade Mauer aus Blocksteinen mit zwei Öffnungen unterhalb der Mauerkrone, durch die Wasser fließt. Daneben ist Neros Villa erkennbar.
Laut Vogel wurde die Subiaco-Sperre am 20. Februar 1305 durch „Eiszerreißung“ der Flankenbereiche zerstört. Die Staumauer wäre bis 1594 die größte Talsperre Europas geblieben, als die 46 m hohe Tibi-Talsperre in Spanien gebaut wurde, und die höchste der Erde nach der Kurit-Talsperre.